# Cessoy-en-Montois
Cessoy-en-Montois ist eine französische Gemeinde im Département Seine-et-Marne in der Île-de-France. Sie gehört zum Kanton Provins (bis 2015: Kanton Donnemarie-Dontilly) im Arrondissement Provins.
Die Bewohner werden Cessoyens oder Cessoyennes genannt.

## Nachbargemeinden
Cessoy-en-Montois grenzt im Norden und im Osten an Sognolles-en-Montois, im Südosten an Thénisy, im Süden an Mons-en-Montois und im Westen an Meigneux.

## Bevölkerungsentwicklung
| Jahr      | 1962 | 1968 | 1975 | 1982 | 1990 | 1999 | 2008 | 2013 |
| --------- | ---- | ---- | ---- | ---- | ---- | ---- | ---- | ---- |
| Einwohner | 176  | 173  | 151  | 137  | 171  | 190  | 218  | 211  |

## Sehenswürdigkeiten
- Château de la Briqueterie (Schloss)
- Kirche Saint-Laurent-Saint-Vincent

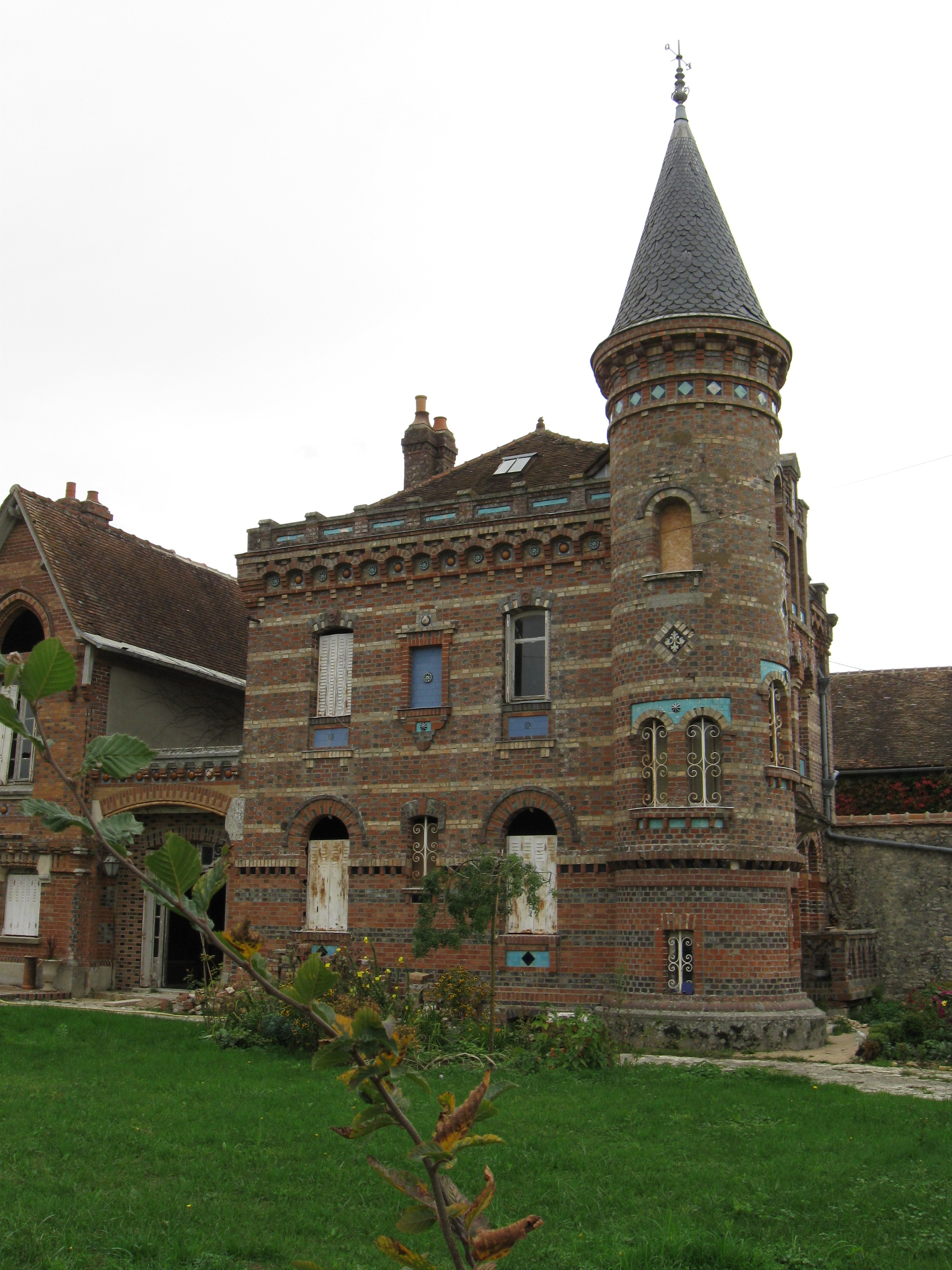
Château de la Briqueterie
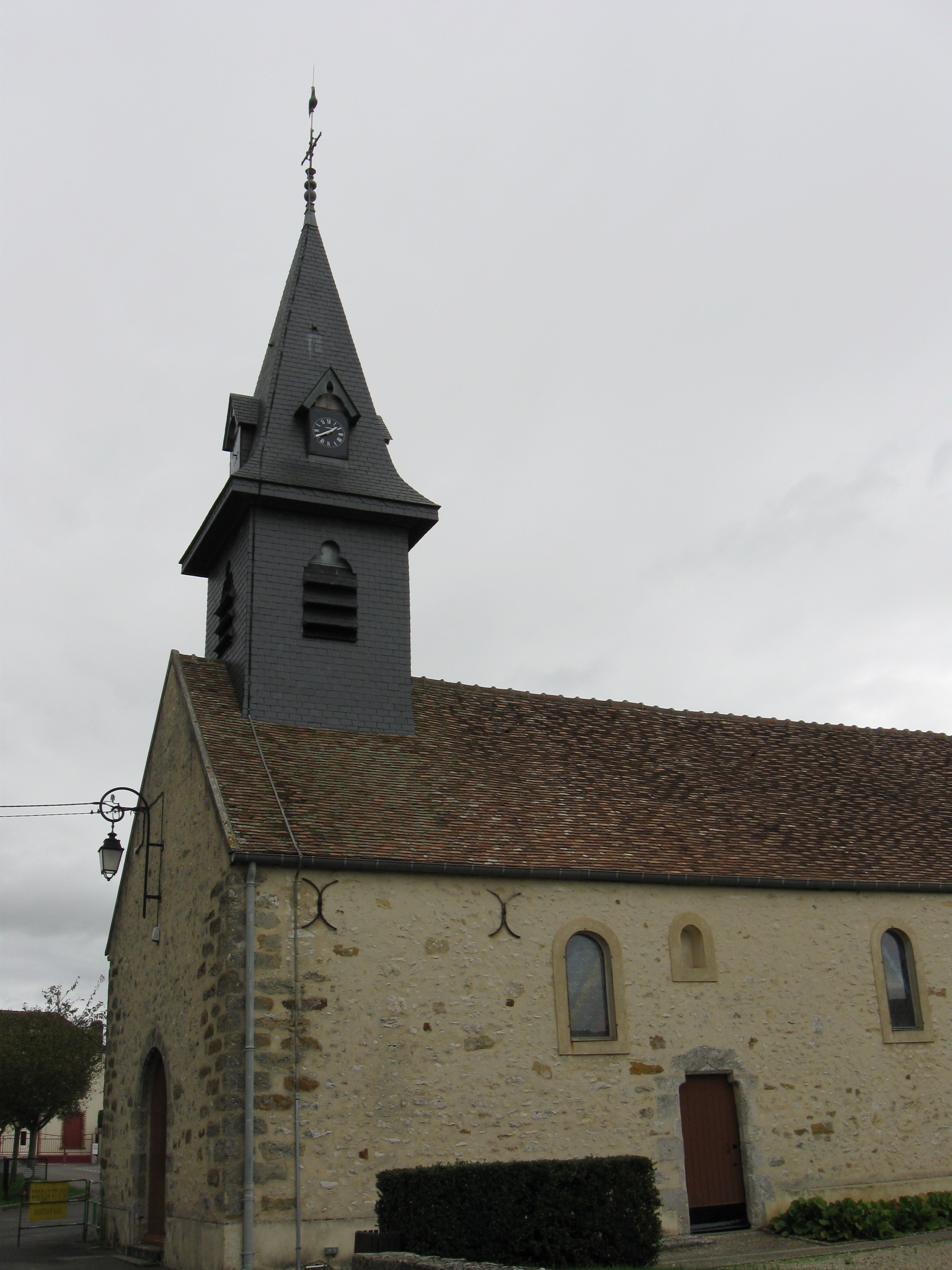
Kirche Saint-Laurent-Saint-Vincent